# Maria Bojarska (pisarka)
Maria Krystyna Bojarska (ur. 3 stycznia 1950 w Warszawie, zm. 19 czerwca 2023) – polska teatrolog, krytyk teatralny, historyk teatru, muzyk i pisarka. Siostra pisarki Anny Bojarskiej. Ostatnia żona aktora Tadeusza Łomnickiego.
W latach 1998–2002 felietonistka miesięcznika „Zwierciadło”.  
W styczniu 2002 radiowa Trójka przeprowadziła plebiscyt na najbardziej udany wywiad roku 2001 – pierwsze miejsce zajął wywiad z Marią Bojarską – Wdowa. W 2002 roku ten sam wywiad otrzymał wyróżnienie w finale prestiżowego Międzynarodowego Festiwalu Twórczości Radiowo-Telewizyjnej Prix Italia, najważniejszym konkursie środowisk radiowo-telewizyjnych, z udziałem przedstawicieli ponad 70 krajów.
Spoczywa wraz z mężem na cmentarzu Wojskowym na Powązkach w Warszawie.

## W kulturze
Maria Bojarska jest jedną z bohaterek sztuki teatralnej Andrzeja Milewskiego Towarzysz Król, zawartej w książce Medytacje teatru post mortem.
Pisarka Natalia Rolleczek zadedykowała Marii Bojarskiej powieść Bogaty książę, wydaną w 1974.

## Publikacje
- Mieczysława Ćwiklińska (biografia, 1988), ISBN 83-060137-0-0
- Król Lear nie żyje (1994), ISBN 83-901178-7-8
- Siostry B (wspólnie z Anną Bojarską, 1995), ISBN 83-716302-1-2